# لاري ديكسون (فنان)
لاري ديكسون (بالإنجليزية: Larry Dixon)‏ (28 يوليو 1966)؛ روائي أمريكي.